# Osteocephalus pearsoni
Osteocephalus pearsoni är en groddjursart som först beskrevs av Gaige 1929.  Osteocephalus pearsoni ingår i släktet Osteocephalus och familjen lövgrodor. IUCN kategoriserar arten globalt som livskraftig. Inga underarter finns listade i Catalogue of Life.